# Dotti prostatici
I dotti prostatici si aprono nel pavimento della porzione prostatica dell'uretra, e sono rivestiti da due strati di epitelio, lo strato interno costituito da cellule colonnari e quello esterno di piccole cellule cubiche. Piccole masse colloidi, note come corpi amiloidi, si trovano spesso nei tubi della ghiandola. Aprono sul seno prostatico.